# Carles II d'Amboise
Carles II d'Amboise de Chaumont, (1473 - 11 de febrer de 1511), senyor de Chaumont, de Meillant i de Charenton; Cavaller de l'Ordre del Rei, va ser de manera successiva grand-maître, mariscal i almirall de França el 1502, 1504 i 1508.
Carles II d'Amboise de Chaumont Fill de Carles I d'Amboise, governador de la Xampanya i de Borgonya, favorit de Lluís XI de França i el germà de Catherine d'Amboise, senyora de Lignières. Era també el nebot de Georges d'Amboise, cardenal i primer ministre del rei Lluís XII de França.
Va ser governador de la ciutat de París, del ducat de Milà, de la senyoria de Gènova i de la província de Normandia. Tinent General a Llombardia el 1501, i posteriorment virrei de Llombardia. Va assistir a l'entrada solemne de Lluís XII de França a la ciutat de Gènova el 26 d'agost de 1502. El 1504, va ser nomenat mariscal de França. El 1508, Louis Malet de Graville, el seu sogre, li cedeix el seu càrrec d'almirall de França.

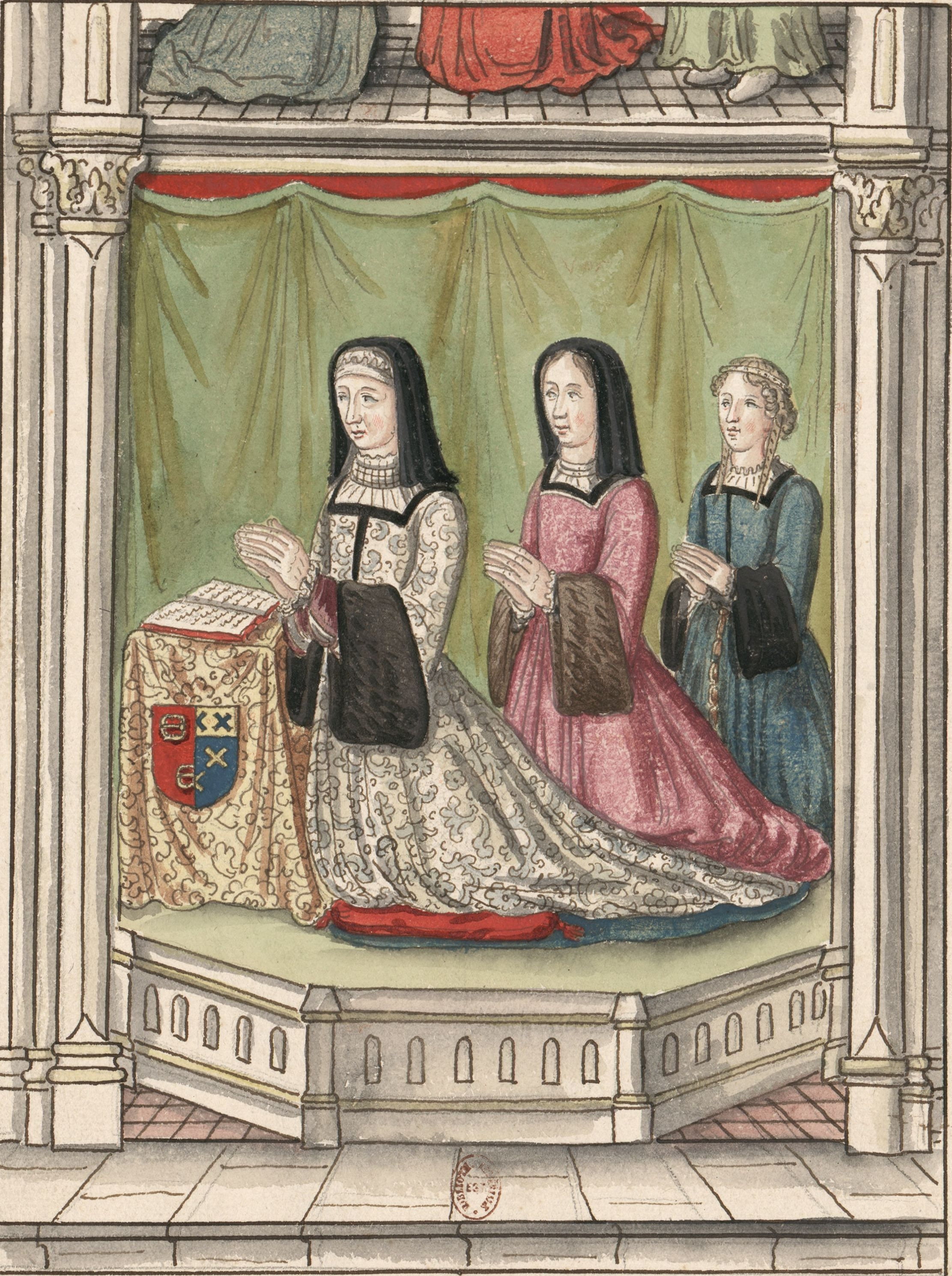
Vitrall dels Célestins de Rouen en el qual es representen la seva dona, i en primer pla la seva sogra i després la seva cunyada.

El 1506, fa venir a Milà Leonardo da Vinci a qui tenia en gran estima. De 1507 a 1508, Leonardo pintarà magnífiques obres com "La Verge de les Roques" i "Santa Anna", però a més, realitzà per compte de Charles II d'Amboise treballs d'hidràulica, estàtues, i fins i tot els plànols del seu nou palau. El primer quadre realitzat per Leonardo da Vinci, (entre 1478 i 1482) "La Madona Benois", actualment al museu de Sant Petersburg, va ser propietat de Carles II d'Amboise i porta encara l'escut d'armes de Carles II d'Amboise sobre el seu marc d'origen.
Carles II d'Amboise va reprimir la revolta dels Genovesos el 1507. Va manar durant la Guerra de la Lliga de Cambrai l'avantguarda de l'exèrcit del rei a la batalla d'Agnadello el 14 de maig de 1509 i va prendre diverses places a la República de Venècia. Va morir a Correggio a Llombardia el febrer de 1511, a l'edat de 38 anys i va ser inhumat a la capella dels Franciscans d'Amboise.
| «               | La mort el va prendre una mica massa aviat, perquè fou un bon home tota sa vida, savi, virtuós, agut senyor en la vigilància i bon entenedor en els negocis | » |
| — Jean d'Authon | |   |

La seva tomba al convent dels Cordeliers d'Amboise és en coure esmaltat. Porta dues figures de cavallers gravades a sobre: una d'elles porta l'àncora d'almirall.
Existeix un dibuix a ploma de Gaignières d'aquesta tomba de Charles d'Amboise, senyor de Chaumont, gran mestre i almirall de França, (mort el 1511), i del seu fill, Georges d'Amboise, mort a Pavia, el 1525.

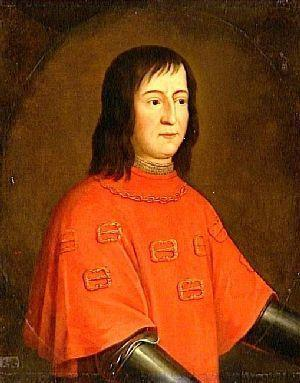
Louis Malet de Graville, sogre de Charles II d'Amboise

El seu retrat, que s'atribuïa primer a Leonardo da Vinci, però que correspon a Andrea Solario, es troba davant la "Monna Lisa" al Museu del Louvre de París.
Amb la seva dona Jeanne Malet de Graville, filla de Louis Malet de Graville, va tenir un fill, Georges (1503-1525), mort a la batalla de Pavia. Va tenir també un fill natural, Michel d'Amboise, nascut a Nàpols el 1503. Aquest fill il·legítim, és l'origen de la família d'Amboise que ha perdurat fins avui dia.